# Viridiana
Viridiana – hiszpańsko-meksykański dramat obyczajowy z 1961 roku w reżyserii Luisa Buñuela. Zdjęcia kręcono w regionie Madrytu (Arganda del Rey, Ciempozuelos) oraz w Toledo.
Obraz nagrodzono Złotą Palmą na 14. MFF w Cannes, ex aequo z francuskim filmem Tak długa nieobecność Henriego Colpiego. Chociaż film zdobył tę nagrodę jako pierwsze dzieło z Hiszpanii, w ojczyźnie został zakazany z przyczyn polityczno-obyczajowych, a za obrazoburczość potępił go również Watykan.

## Opis fabuły
Film opowiada historię nowicjuszki Viridiany, która przed wstąpieniem do zakonu wyjeżdża do domu swojego wuja. Tam uporać musi się z jego zalotami. Po niedoszłym gwałcie uznaje się za nieczystą, a przez to niezasługującą na życie w zakonie. W zamian postanawia poświęcić swoje życie pomagając ubogim. Zbiera okolicznych żebraków i zatrudnia ich przy zbiorach, a przy okazji naucza ich prawd wiary. Gdy właściciele posiadłości, w tym Viridiana wyjeżdżają, żebracy urządzają sobie ucztę. W pewnym momencie udają scenę z „Ostatniej Wieczerzy” Leonarda da Vinciego. Gdy Viridiana wraca, wychodzi na jaw mroczna strona jej podopiecznych. Wyratowana z opresji musi zrewidować swój obraz świata.

## Obsada
- Silvia Pinal – Viridiana
- Francisco Rabal – Jorge
- Fernando Rey – Don Jaime
- Margarita Lozano – Ramona
- Victoria Zinny – Lucia
- José Calvo – Don Amalio
- Teresa Rabal – Rita
- Ángela González – Rita (głos)
- José Manuel Martín – El Cojo
- Luis Heredia – Manuel El Poca
- Lola Gaos – Enedina
- María Isbert – żebraczka z gitarą
- Rosita Yarza – matka przełożona
- Lola Del Pino – matka przełożona (głos)
- Francisco René – Moncho
- Benjamín Domingo – Moncho (głos)[2]